# Robert Mills (canottiere)
Robert Mills (Halifax, 9 dicembre 1957) è un ex canottiere canadese, vincitore della medaglia di bronzo nel singolo a Los Angeles 1984.
Dopo i Giochi del 1984 passò a tempo pieno al quattro di coppia, con cui vinse un oro ed un bronzo ai campionati mondiali a Hazewinkel 1985 e Nottingham 1986.
Nel 1988 venne convocato per i Seul 1988 e, insieme a Paul Douma, Doug Hamilton e Mel LaForme, si classificò nono.
Terminata l'olimpiade sudcoreana terminò l'attività agonistica.

## Palmarès
- Giochi olimpici

Los Angeles 1984: bronzo nel singolo.
- Campionati mondiali di canottaggio

Hazewinkel 1985: oro nel quattro di coppia.
Nottingham 1986: bronzo nel quattro di coppia.
- Giochi panamericani

Caracas 1983: oro nel due di coppia e nel quattro di coppia.